# Prattville, Alabama
Prattville är en stad (city) i Autauga County och Elmore County i Alabama i USA med 33 960 invånare (2010). Prattville är huvudort (county seat) i Autauga County.
Prattville kallas The Fountain City på grund av de många artesiska brunnarna i området.
Prattville ingår i Montgomerys storstadsområde (metropolitan statistical area).

## Historia
Prattville grundades 1839 av Daniel Pratt, som var från New Hampshire. Han startade en fabrik för tillverkning av egrenermaskiner på platsen vid Autauga Creeks strand så att åns vatten kunde förse fabriken med vattenkraft. Pratt planlade staden efter hur städer såg ut i hans hemtrakter i New England. På bara tio år hade staden tack vare Pratts fabrik växt till cirka 800 invånare. Fabriken var den största tillverkaren av egrenermaskiner i världen och exporterade sina maskiner till många länder. 1860 hade staden cirka 1 500 invånare och den blev officiellt erkänd som stad den 8 augusti 1865. 1868 utsågs Prattville till huvudort i Autauga County.

## Kända personer
- Wilson Pickett, sångare/låtskrivare

## Övrigt
Den 17 februari 2008 drabbades Prattville hårt av en tornado som ledde till minst 29 skadade personer och skador på cirka 200 hus och 50 till 100 affärsfastigheter. Minst 11 000 hus och affärsfastigheter blev strömlösa efter stormen.

## Fotogalleri

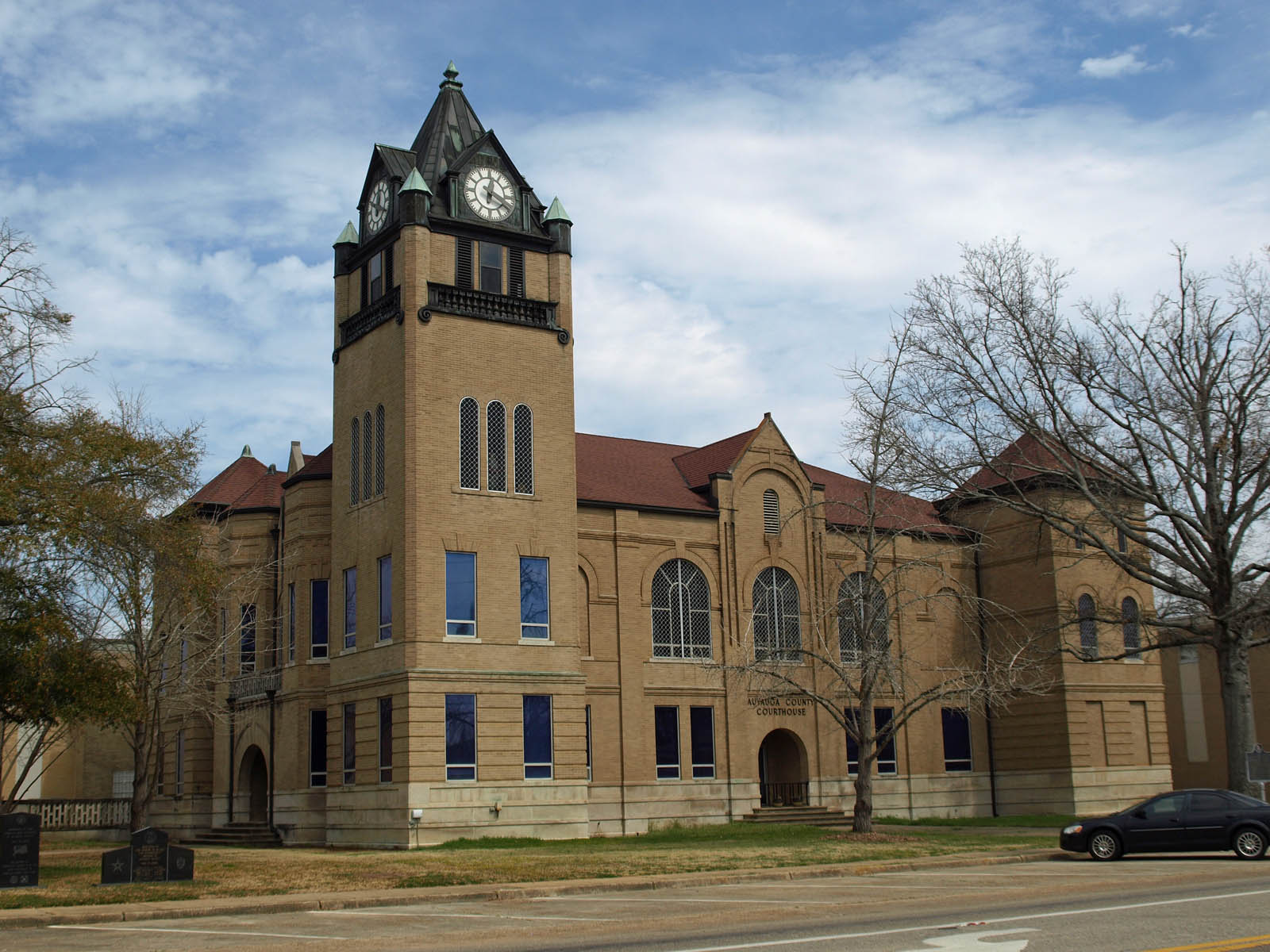
Domstolsbyggnaden för Autauga County.
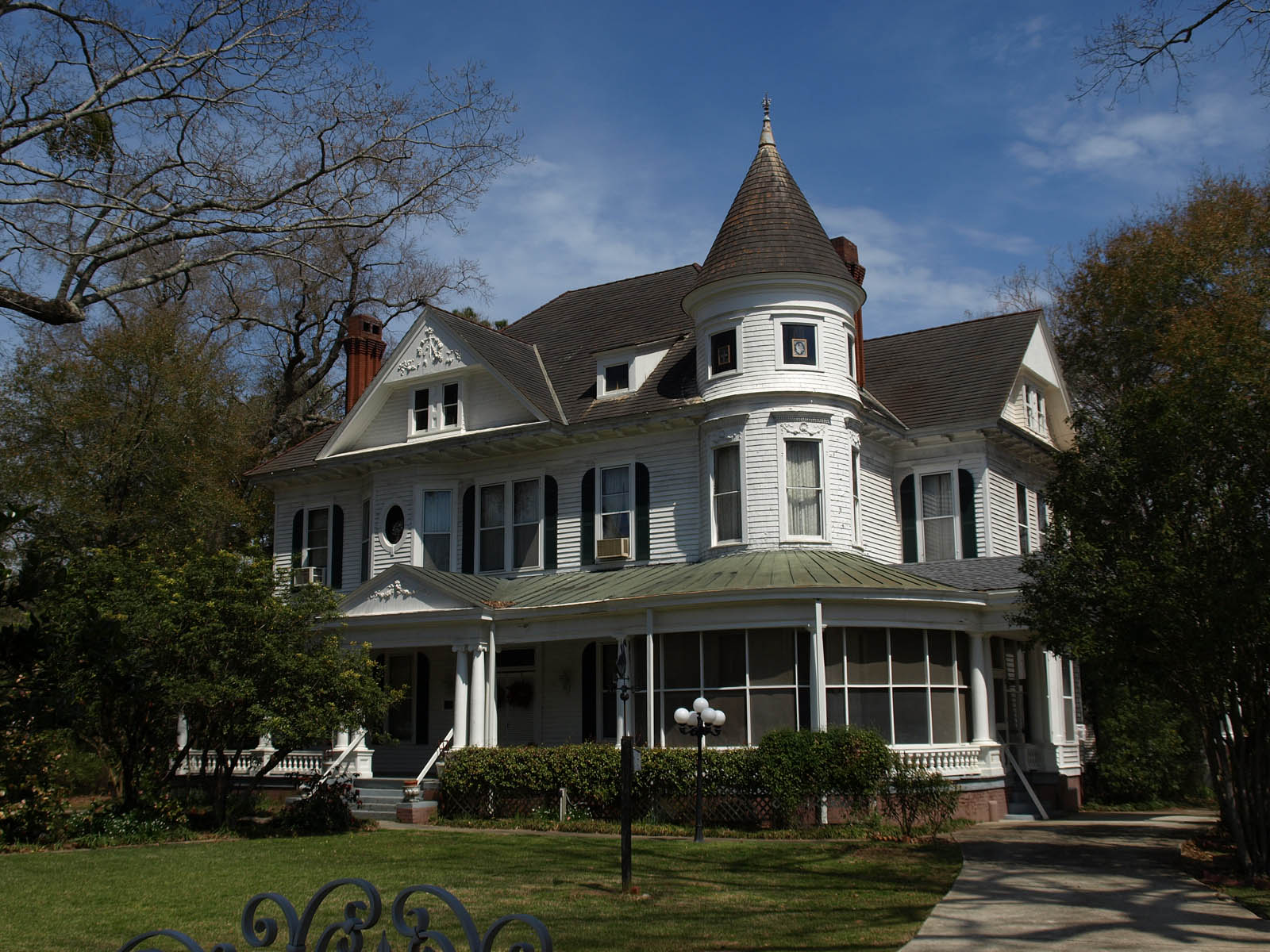
Bell House.
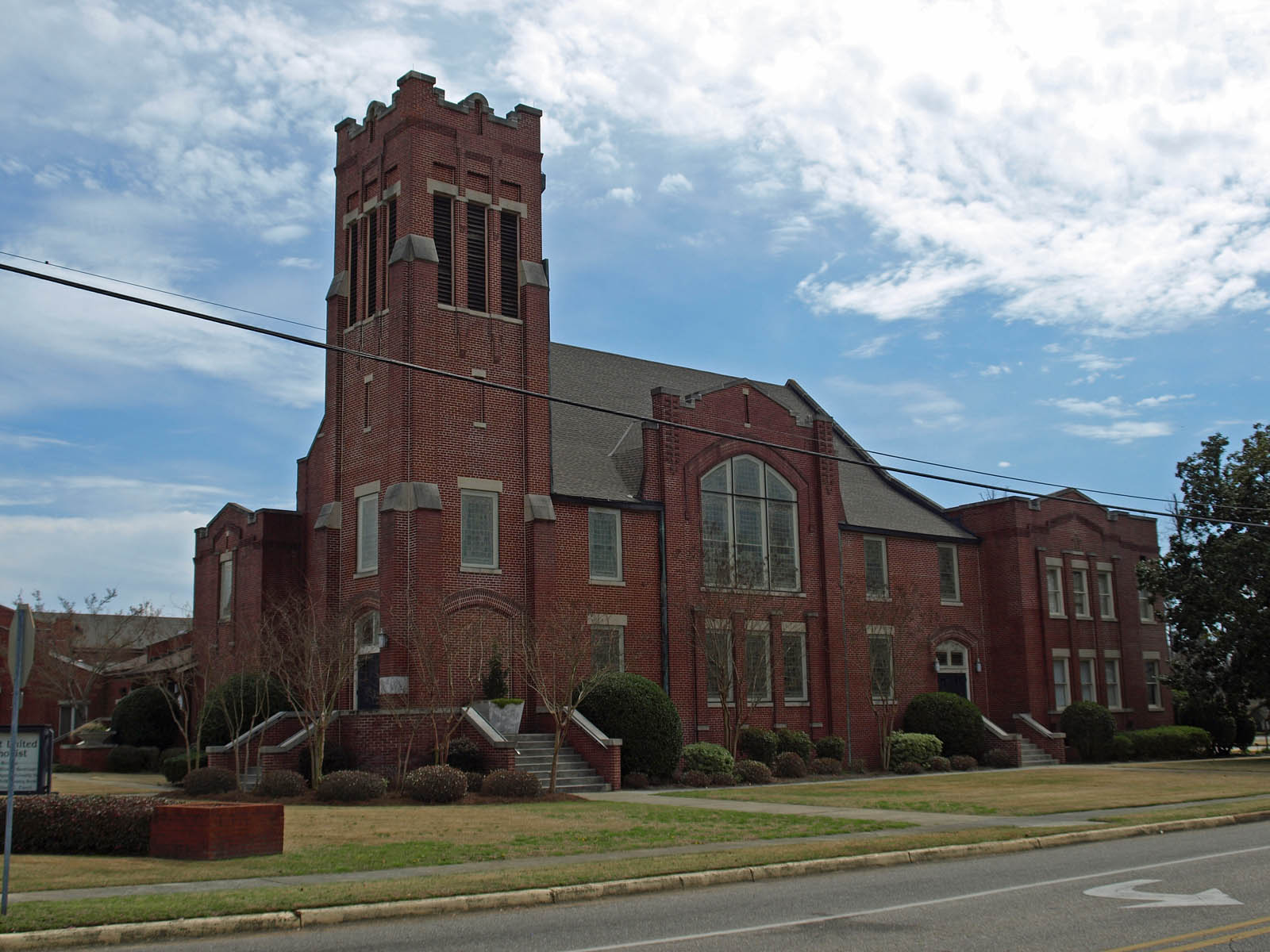
First Methodist Church.